# Kashiwazaki
Kashiwazaki (Japans: 柏崎市; Kashiwazaki-shi) is een stad in Japan, gelegen in de prefectuur Niigata, met een oppervlakte van 440,55 km².
Op 1 april 2005 had de stad naar schatting 95.400 inwoners en een bevolkingsdichtheid van 216,57 inwoners per km².
Kashiwazaki huisvest een groot aantal jaarlijkse festivals, zoals het Kaze no Jin festival in mei, En Ma Ichi in juni, DonGALA in juli en Gion eveneens in juli.
Op het grondgebied van Kashiwazaki staat de kerncentrale Kashiwazaki-Kariwa, de grootste nucleaire centrale in de wereld.

## Geschiedenis
De stad is gesticht op 1 juli 1940. (Dit was de vijfde stad die in de prefectuur Niigata werd gesticht).
Naast de autonome groei is Kashiwazaki ook gegroeid door gemeentelijke herindelingen:
- 1 november, 1968 - de stad annexeert het dorp Kurohime van het District Kariwa,
- 1 mei, 1971 - de gemeente Hōjō van het District Kariwa wordt geannexeerd,
- 1 april, 1989 - een deel van de gemeente Kakizaki van het District Nakakubiki gaat over naar Kashiwazaki,
- 1 mei, 2005 - Kashiwazaki annexeert de gemeenten Nishiyama en Takayanagi, beide van het District Kariwa.

## Verkeer
Kashiwazaki ligt aan de Hokuriku-autosnelweg en aan de autowegen 8, 116, 252, 291, 352, 353 en 460.

## De aardbeving van 2007 in Niigata
Op 16 juli 2007 werd Kashiwazaki getroffen door een aardbeving met een kracht van 6,8 op de schaal van Richter. Het epicentrum lag voor de kust van de prefectuur Niigata. De beving en naschokken veroorzaakten slachtoffers, 10 doden en ruim 1100 gewonden, materiële schade aan voornamelijk oudere gebouwen en uitval van voorziening van elektriciteit, gas en water. Een tsunamiwaarschuwing werd gegeven, maar na korte tijd weer ingetrokken.
In de Kernenergiecentrale Kashiwazaki-Kariwa ontstond brand in een transformator, lekte water uit het bassin voor gebruikte kernbrandstof, en waren er diverse andere meldingen van veiligheidsrisico's.

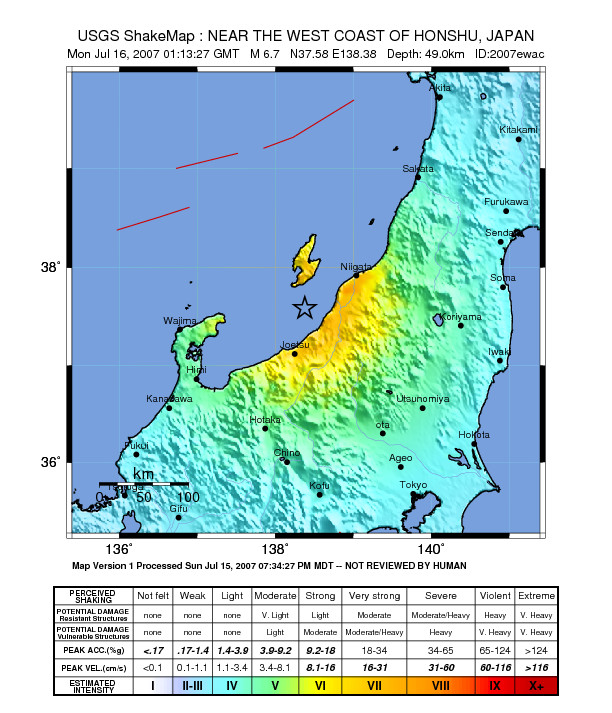
De aardbeving van 2007 in Niigata.